# William Sutherland, 3. Earl of Sutherland

Wappen des Earl of Sutherland

William Sutherland, 3. Earl of Sutherland (* um 1286; † vor Dezember 1330) war ein schottischer Magnat.

## Leben
William Sutherland entstammte der schottischen Adelsfamilie Sutherland, die seit 1196 die nordschottische Herrschaft Sutherland besaß. Er war der älteste Sohn von William Sutherland, 2. Earl of Sutherland, aber noch minderjährig, als sein Vater zwischen April 1306 und September 1307 starb. Als Chief des Clan Sutherland stand William  zunächst unter der Vormundschaft von Sir John Ross, einem jüngeren Sohn von Uilleam, 3. Earl of Ross, mit dessen Familie er über die Gattin seines Onkels Walter of Duffus († 1263) verschwägert war. Der Earl of Ross lehnte wie Sutherlands Vater die Erhebung von Robert Bruce zum König der Schotten ab, musste sich aber im Herbst 1308 Bruce ergeben. Im Gefolge des Vaters seines Vormunds wechselte auch der junge William Sutherland die Seiten und im März 1309 am ersten Parlament von Robert Bruce in St Andrews teil. Dort endete auch seine Vormundschaft, als er am 16. März 1309 zum Earl of Sutherland erhoben wurde. Danach blieb er ein loyaler Unterstützer des Königs, wobei über seine Tätigkeiten nur wenig bekannt ist. Er nahm 1320 an dem Parlament teil, bei dem die Declaration of Arbroath an Papst Johannes XXII. beschlossen wurde.
Er starb vor Dezember 1330. Offenbar war er unverheiratet geblieben, weshalb sein jüngerer Bruder Kenneth sein Erbe wurde.